# Dirk Reichl
Dirk Reichl était un coureur cycliste allemand né le 12 septembre 1981 à Kühlungsborn et décédé le 15 septembre 2005 à Oldenbourg.

## Biographie
Bon rouleur, son premier fait d'armes remonte à 1997 où il termine Champion d'Allemagne de Cyclo-Cross en catégorie cadets. En 2000, il termine deuxième du Grand Prix de Francfort espoirs derrière Torsten Hiekmann. L'année suivante, il réitère sa performance mais s'incline encore face à David Kopp. Le 21 mai 2001, au terme d'une étape de 131 kilomètres entre Ballaghaderreen et Portumna lors du FBD Insurance Rás, il emporte une victoire prometteuse. Outre sa victoire d'étape, il porte le maillot de leader durant deux jours avant de l'abandonner au cours de la quatrième étape entre Castleisland et Killorglin, au profit du suisse David Chassot. À l'instar de Torsten Hiekmann et David Kopp, solides adversaires dans les catégories des jeunes, il est engagé pour les deux prochaines saisons dans la prestigieuse Team Telekom de Jan Ullrich, Alexandre Vinokourov ou Andreas Klöden. Entre-temps, il termine à une encourageante seizième place aux Championnats d'Allemagne du contre-la-montre chez les élites. Le manager général de l'équipe allemande, Walter Godefroot, lui propose alors de terminer la saison 2001 en tant que stagiaire, au milieu des professionnels. 
Sa saison 2002 est très discrète dans une équipe professionnelle de très haut niveau, aux multiples leaders. Bien souvent, en tant que néo-pro, il doit se contenter de porter les bidons et son apprentissage s'en ressent inévitablement. Le 25 mai 2002, un an quasiment jour pour jour après sa première victoire d'envergure en Irlande, il termine septième de la troisième étape du Tour de Belgique, disputée entre Malines et Bilzen sur une longue distance de 221 kilomètres. Il termine à une anonyme cinquième place du peloton, arrivé cinq secondes après son leader Alexandre Vinokourov, échappé en compagnie d'Andreï Tchmil.
L'année 2003 débute pour le jeune Allemand sur les routes échauffées du Tour Down Under en Australie méridionale. Sa saison commence de manière très satisfaisante avec une septième place du critérium d'ouverture disputé dans les rues bondées d'Adélaïde et réglé au sprint par Baden Cooke. Lors de la troisième étape menant à Hahndorf, petit bourg aux consonances et origines allemandes, il termine huitième d'un sprint remporté par Robbie McEwen. Sa montée en puissance depuis la saison précédente n'échappe pas à ses dirigeants qui attendent de lui de bons résultats à son retour en Europe. Il n'en est rien. Confiné dans un rôle d'équipier et n'ayant pas l'occasion de préparer les sprints comme il aurait pu l'entendre, il réalise une saison blanche. Son seul résultat répertorié est une 23e place du Tour de Bochum, où il aide Rolf Aldag à remporter la course. 
Tout comme les deux autres jeunes espoirs de sa formation Team Telekom, à savoir David Kopp et Stefan Schumacher, son contrat n'est pas renouvelé à la fin de la saison 2003. Très déçu, il abandonne le cyclisme et met un terme à sa carrière. 
Il décède dans la nuit du 15 au 16 septembre 2005 à la suite d'un accident de moto dans la ville d'Oldenburg en Basse-Saxe.

## Palmarès
- 1997
  -  Champion d'Allemagne de cyclo-cross cadets
- 2000
  - 2e du Grand Prix de Francfort espoirs
- 2001
  - 2e étape du FBD Insurance Rás
  - 2e du Grand Prix de Francfort espoirs

### Classements mondiaux
| Année                 | 2001   | 2002 | 2003 |
| Classement CQ-Ranking | 1 562e | NC   | NC   |